# Barbara Forrest
Barbara Carroll Forrest (...) è una docente statunitense, professoressa di filosofia presso la Southeastern Louisiana University di Hammond, Louisiana.
È nota soprattutto come critica dell'Intelligent Design e del Discovery Institute.

## Biografia
Barbara Forrest si è laureata presso la High School di Hammond. Ha conseguito un B.A. in inglese nel 1974 presso la Southeastern Louisiana University, un M.A. in Filosofia nel 1978 presso la Louisiana State University e un Ph.D. in filosofia presso la Tulane University nel 1988. Ha insegnato filosofia presso la Southeastern Louisiana University dal 1988 e attualmente è docente di filosofia presso il Dipartimento di Storia e Scienze Politiche.
Barbara Forrest fa parte del consiglio di amministrazione del National Center for Science Education (NCSE), e del consiglio di amministrazione della fondazione Americans United for Separation of Church and State.  Barbara Forrest è un'importante esponente della New Orleans Secular Humanist Association (NOSHA), gruppo affiliato all'American Humanist Association e membro dell'Atheist Alliance International.